# Antipatro II
Antipatro II (greco: Ἀντίπατρος, Antipatros) (... – 294 a.C.) è stato un re macedone antico della dinastia antipatride.
Figlio del fondatore della dinastia Cassandro I e di Tessalonica, sorellastra di Alessandro Magno, regnò sulla Macedonia assieme al fratello minore Alessandro V dal 297 a.C. al 294 a.C.
Quando Antipatro uccise la loro madre e allontanò Alessandro dal potere, questi si rivolse a Pirro e a Demetrio Poliorcete, chiedendo loro di aiutarlo a recuperare il trono. Demetrio riuscì a sconfiggere Antipatro, ma invece di ricollocare sul trono Alessandro lo fece assassinare. Secondo la ricostruzione di Diodoro Siculo e Pausania, Antipatro fu fatto uccidere dallo stesso Demetrio, mentre secondo il riassunto di Giustino dell'opera di Pompeo Trogo, il figlio di Cassandro, fuggito in Tracia per scampare al Poliorecete, fu ucciso da Lisimaco.